# Hans Walch (Maler)
Hans Walch (* um/vor 1550 in Giengen an der Brenz; † Anfang 1593 in Lauingen) war ein schwäbischer Maler. Durch die Heirat mit Anna Brentel wurde er Schwiegersohn von Georg Brentel und Schwager von David Brentel.

## Leben
Es ist anzunehmen, dass Hans Walch nach Lauingen kam, um bei Georg Brentel eine Malerlehre zu machen. Dabei lernte er dessen zweitälteste Tochter Anna kennen, die seine Frau wurde. Sie heirateten offenbar 1573, denn am 14. April 1573 erhielt Hans Walch, bereits als Schwiegersohn Georg Brentels, dank der Empfehlung seiner Heimatstadt Giengen zum ersten Mal für zwei Jahre das sogenannte Pfahlbürgerrecht (d. h. Gastbürgerrecht). In vergleichbaren Fällen erhielten andere Maler ein dauerhaftes Bürgerrecht, bei Hans Walch bestanden offenbar Bedenken, vermutlich in Bezug auf seine finanzielle Absicherung. Das Pfahlbürgerrecht wurde anschließend um weitere drei Jahre verlängert. Erst nachdem er von seiner Schwiegermutter 70 fl geerbt hatte, erhielt er Ende 1577 oder Anfang 1578 das dauerhafte Bürgerrecht Lauingens gegen eine Gebühr von 5 fl.
Hans Walch wohnte in einem der Häuser gegen der Schuel. Seine Steuerzahlungen waren ziemlich niedrig, ihren Höchststand erreichten sie 1589 (1 ℔ 10 ß), in den Jahren 1590–92 sanken sie wieder auf einen äußerst niedrigen Stand (10 ß). Das könnte auf eine langwierige Krankheit hindeuten, da Walch gerade in seinen besten Jahren war. Als er dann Anfang 1593 verstarb, war er hoch verschuldet. Am 27. Juli 1593 gaben Otto Lautenschlager (vermutlich der spätere Schwiegervater von Georg Brentel dem Jüngeren) und sein Schwager David Brentel das Einverständnis, dass sein Haus zur Abdeckung der Schulden an den Schäffler Peter Nadler verkauft werden durfte. Seine Witwe durfte offenbar solche Geschäfte nicht allein tätigen.
Genaueres über sein Schaffen ist nicht bekannt.